# East Pepperell
East Pepperell es un lugar designado por el censo (en inglés, census-designated place, CDP) ubicado en el condado de Middlesex, Massachusetts, Estados Unidos. Según el censo de 2020, tiene una población de 2120 habitantes.
Es un barrio del municipio de Pepperell.

## Geografía
Está ubicado en las coordenadas 42°39′45″N 71°33′44″O / 42.66250, -71.56222 (42.66253, -71.562103). Según la Oficina del Censo de los Estados Unidos, tiene una superficie total de 3.77 km², de la cual 3.67 km² corresponden a tierra firme y 0.10 km² son agua.

## Demografía
Según el censo de 2020, hay 2120 personas residiendo en la zona. La densidad de población es de 577.66 hab./km². El 88.96% de los habitantes son blancos, el 0.71% son afroamericanos, el 0.14% son amerindios, el 2.64% son asiáticos, el 0.99% son de otras razas y el 6.56% son de una mezcla de razas. Del total de la población, el 3.07% son hispanos o latinos de cualquier raza.